# System V
System V (pełna nazwa: UNIX System V, potocznie SysV) – wersja systemu UNIX udostępniona po wersji III i rozwijana w ośrodku Bell Labs firmy AT&T. Na jej bazie powstała gałąź systemu, która stała się podstawą komercyjnych wersji Uniksa wydawanych przez AT&T począwszy od 1983 roku.
System V jest w linii prostej bezpośrednim kontynuatorem systemu napisanego w 1969 roku przez Dennisa Ritchie i Kena Thompsona. Bywał niejednokrotnie przeciwstawiany wersji UNIX wywodzącej się z Uniwersytetu Berkeley znanej jako BSD, mimo że obie gałęzie bardzo często splatały się wymieniając się funkcjami i kodem.
W oparciu o licencjonowany kod Systemu V powstało wiele komercyjnych wersji Uniksa między innymi AIX, A/UX, HP-UX czy opracowany na zlecenie Microsoftu Xenix. Na bazie opracowanego między 1987 a 1989 przez Sun Microsystems i AT&T wydania System V Release 4 (SVR4) oraz związanych z nim funkcji doszło do standaryzacji komercyjnych Uniksów po roku 1989.
Ostatnią wersją SVR4 było wydanie 4.2MP udostępnione pod koniec 1993 roku przez Unix System Laboratories (USL, dawne Bell Labs), wówczas należące do firmy Novell. Na jej bazie powstał produkt UnixWare 2 łączący Unix z klasycznym NetWare.
Po sprzedaży przez Novella uprawnień do rozwijania kodu SysV firmie Santa Cruz Operation wersja 5 (SVR5) stała się podstawą UnixWare 7. SCO wydało potem jeszcze oparty na kodzie SVR5 SCO OpenServer 6. Kod źródłowy SVR5 nie jest już jednak wykorzystywany przez innych producentów.